# Vanån
Vanån är en 140 km lång skogsälv i mellersta Dalarna. Den är Västerdalälvens största biflöde, med ett avrinningsområde på 1903 km², varav 67% skogsmark. Älvarna sammanflyter vid Vansbro. Älvens flöde är 28 m³/s.
Mest berömd är Vanån för Vansbrosimningen, där deltagarna simmar cirka 2 km längs Vanån och 1 km längs Västerdalälven.
Vanån bildar många sjöar, bland andra Van (Älvdalen), Venjanssjön och Van. Ån har använts som flottningsled fram till början av 1970-talet. I ån finns flera mindre vattenkraftverk, bland annat ett strax norr om Van i Mora kommun.